# Объединённая демократическая партия (Гамбия)
Объединенная демократическая партия (англ. United Democratic Party) является политической партией в Гамбии, основанной в 1996 году адвокатом по правам человека Усайно Дарбо. Будучи кандидатом на президентских выборах 18 октября 2001 года, он занял второе место с 32,6 % голосов избирателей; Он снова занял второе место на президентских выборах 22 сентября 2006 года с 26,7 % голосов. Парламентские выборы 17 января 2002 года были бойкотированы партией. На парламентских выборах 25 января 2007 года партия выиграла четыре из 48 мест.
После того, как Дарбо был заключен в тюрьму в апреле 2016 года за его политическую деятельность в оппозиции правящему правительству Яйя Джамме и его партии Альянс за патриотическую переориентацию и созидание, казначей партии Адама Барроу был избран её лидером и кандидатом на президентские выборы в 2016 году. Затем ОДП стал частью оппозиционного альянса, известного как «Коалиция 2016», группа из семи политических партий, и Коалиция одобрила Барроу в качестве своего кандидата. Барроу официально ушел из партии, чтобы позволить ему баллотироваться как формально независимый кандидат, одобренный Коалицией. Затем Барроу выиграл выборы. Когда Джамме отказался принять результат выборов, он был вынужден покинуть свой пост путем региональной военной интервенции, и когда Барроу вступил в должность, Дарбо был освобожден из тюрьмы.